# КИМ-10-51
КИМ-10-51 — модификация легкового автомобиля КИМ-10-50 с кузовом типа «фаэтон». Была выпущена в 1941 году промышленной партией. Её кузов имел матерчатый складывающийся тент и боковины с целлулоидными окнами. Как и базовая модель, КИМ-10-51 имел две двери. Для доступа к задним сиденьям спинки передних откидывались вперёд.

## История модели
В качестве прототипа был выбран английский Ford Prefect образца 1936 года, но вместо 4-местного салона создана 2-дверная модель для снижения стоимости автомобиля, сохранив при этом жёсткость кузова. К концу 1941 года предполагалось выйти на объем производства в 50 тысяч экземпляров.
По макету, разработанному в СССР, в Америке изготовили пробную партию кузовов — 500 экземпляров, а также необходимое оборудование и штампы. В качестве основной производственной базы для малолитражки был выбран московский завод имени Коммунистического интернационала молодежи, по аббревиатуре которого и назвали его первый автомобиль. 
Конструкция автомобиля включила в себя цельнометаллический кузов, доступ к багажному отделению осуществлялся с помощью наружной крышки багажника, просторный и вместительный салон, высокая посадка на заднем диване, все боковые стекла автомобиля оснащались стеклоподъёмниками, пассажирское кресло меняло положение, впервые на отечественной легковушке передние сиденья стали раздельными, солнцезащитные козырьки, часы и пепельница на панели приборов, перчаточный ящик («бардачок»), подлокотники. Машина не имела отопителя.
Первые образцы КИМа увидели свет 25 апреля 1940 года, а через неделю представлены на Красной площади. Три автомобиля из опытной партии шли в колонне машин во время первомайского парада 1940 года. Однако малолитражка не понравилась Иосифу Сталину из-за 2-дверного кузова. До начала Великой Отечественной войны удалось произвести 2 опытных образца машины в обновлённой версии — 4-дверный седан КИМ-10-52.

## Сохранившиеся экземпляры
В настоящее время известно о двух фаэтонах КИМ 10-51. Один полностью восстановленный в экспозиции музея автомобильной техники УГМК. Второй еще не прошедший полный комплекс реставрационных мероприятий в музее транспорта Москвы. 

## Технические характеристики
- Главная передача — конические шестерни;
- Размер шин — 5,00-16 дюймов;